# Resultados do Carnaval de Cabo Frio em 2008
Resultados do Carnaval de Cabo Frio em 2008

## Grupo Especial

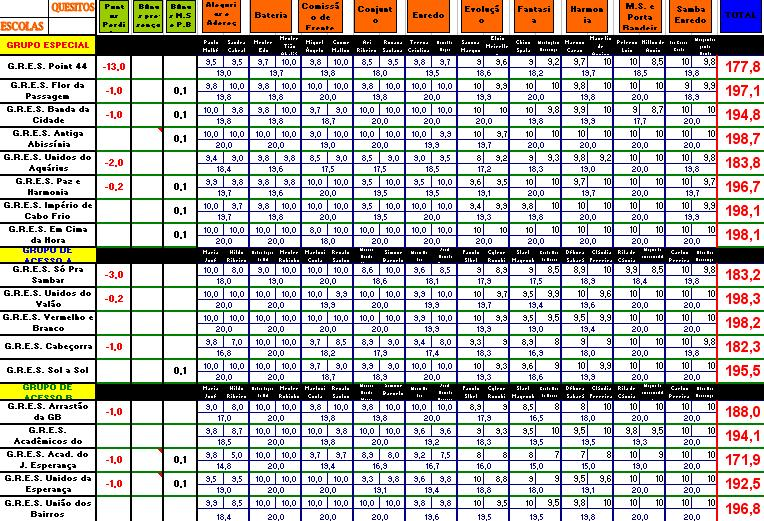
Resultado carnaval 2008 - Cabo Frio

| Pos | Escolas              | Pts   | Classificação ou rebaixamento | Ref   |
| --- | -------------------- | ----- | ----------------------------- | ----- |
| 1   | Antiga Abissínia     | 198,7 | Campeã de 2008                | [ 2 ] |
| 2   | Em Cima da Hora      | 198,1 |                               | [ 2 ] |
| 3   | Império de Cabo Frio | 198,1 | [ 2 ]                         |       |
| 4   | Flor da Passagem     | 197,1 | [ 2 ]                         |       |
| 5   | Paz e Harmonia       | 196,7 | [ 2 ]                         |       |
| 6   | Banda da Cidade      | 194,8 | [ 2 ]                         |       |
| 7   | Aquárius             | 183,8 | Grupo de acesso A em 2009     | [ 2 ] |
| 8   | Point do 44          | 177,8 | Grupo de acesso A em 2009     | [ 2 ] |

## Grupo de acesso A
| Pos | Escolas           | Pts   | Classificação ou rebaixamento | Ref   |
| --- | ----------------- | ----- | ----------------------------- | ----- |
| 1   | Unidos do Valão   | 198,3 | Grupo Especial em 2009        | [ 2 ] |
| 2   | Vermelho e Branco | 198,2 |                               | [ 2 ] |
| 3   | Sol a Sol         | 195,5 | [ 2 ]                         |       |
| 4   | Só Pra Sambar     | 183,2 | [ 2 ]                         |       |
| 5   | Cabeçorra         | 182,3 | Grupo de acesso B em 2009     | [ 2 ] |

## Grupo de acesso B
| Pos | Escolas             | Pts   | Classificação ou rebaixamento | Ref   |
| --- | ------------------- | ----- | ----------------------------- | ----- |
| 1   | União dos Bairros   | 196,8 | Grupo de acesso A em 2009     | [ 2 ] |
| 2   | Tamoios             | 194,1 |                               | [ 2 ] |
| 3   | Unidos da Esperança | 192,5 | [ 2 ]                         |       |
| 4   | Arrastão da GB      | 188   | [ 2 ]                         |       |
| 5   | Jardim Esperança    | 171,9 | [ 2 ]                         |       |